# Frank Matakas
Frank Matakas (* 2. Juni 1939 in Köln; † 11. Oktober 2021) war ein deutscher Psychiater und Fachbuchautor.

## Leben
Matakas starb 2021 im Alter von 82 Jahren und wurde auf dem Kölner Zentralfriedhof Melaten beigesetzt.

## Publikationen (Auswahl)
- Alkoholismus als Karriere. Springer, Berlin 1984, ISBN 978-3-540-13450-3.
- Familienstürme – eine psychologische Erzählung darüber, wie wir unser Seelenleben ordnen. Rowohlt, Reinbek bei Hamburg 1985, ISBN 978-3-86520-380-9.
- Neue Psychiatrie – integrative Behandlung: psychoanalytisch und systematisch. Vandenhoeck und Ruprecht, Göttingen1992, ISBN 978-3-525-45735-1.
- Psychodynamik der Schizophrenie. Symptomatik, Entwicklung, Therapie, Bedeutung. Kohlhammer, Stuttgart 2010, ISBN 978-3-17-036616-9.
- Sprünge in der Seele. Psychische Erkrankungen, und was man dagegen tun kann. Rowohlt, Reinbek bei Hamburg 1981, ISBN 978-3-499-14831-6.